# 얼거둬둬
얼거둬둬(중국어 간체자: 儿歌多多, 정체자: 兒歌多多, 병음: Érgēduōduō)는 중국의 모바일 둬둬 공작실(중국어: 手机多多工作室)에서 개발한 유아 교육용 모바일 애플리케이션이다. 2014년 9월 13일에 출시되었다. 주요 연령층은 0~5세이며, 얼거둬둬의 컨텐츠는 다운로드 후 오프라인으로 이용 가능하다.

## 특징
- TV프로그램으로 이미 아동에게 익숙한 캐릭터를 사용하는 것이 아니라 회사에서 직접 캐릭터를 새로 제작하여 이용자에게 제공한다.
- 연령별, 개인별 맞춤형 서비스가 제공된다. 첫 등록 시 입력한 연령 및 성별 등 정보를 통해 유아 개인별 맞춤 콘텐츠와 서비스를 제공하고, 아동의 이름을 불러주기도 한다. 또한 식사시간, 수면시간 등을 설정할 수도 있어 해당 시간이 되면 알람과 함께 콘텐츠가 일시적으로 제한된다.
- 각각의 콘텐츠에 여러 스토리가 담겨있다. 노래의 반복학습을 통해 말을 익히고 지식, 정보를 습득하며, 다양한 스토리텔링 창작물을 통한 학습이 가능하다.
- 무료 콘텐츠를 제공한다는 점이다. 동요나 동영상, 게임 등 무료로 제공되는 콘텐츠가 많다.

## 현황
중국 유아교육용 앱의 2019년 3월 기준 총 사용자 수는 전년 동기 대비 5.5% 증가한 6136만 명이었고, 그 중 이용자 수가 가장 많았던 앱은 435만 명이 이용한 얼거둬둬(兒歌多多)였다. 또한, 중국의 2015년 인기 모바일앱 TOP 200에 얼거둬둬가 그 이름을 올렸다.

## 향후 전망
한국무역협회는 ‘중국 유아교육 애플리케이션 시장 진출전략’ 보고서를 통해 중국의 미취학 아동, 즉 유아대상 교육산업 시장규모가 최근 10년간 지속적으로 증가했다며 2020년에는 2352억 위안, 2025년에는 4500억 위안 수준까지 성장할 것으로 전망된다고 밝혔다.